# Albert von Werder (General, 1852)
Albert Busso Leopold Hugo von Werder (* 22. Juli 1852 in Merseburg; † 3. Juli 1936 in Goslar) war ein preußischer General der Kavallerie.

## Leben
Albert von Werder entstammt dem märkischen Adelsgeschlecht von Werder. Er war ein Sohn des gleichnamigen preußischen Geheimen und Oberregierungsrats Albert von Werder (1805–1884) und dessen Ehefrau Berta, geborene Freiin von Loën (1823–1853).
Im Verlauf seiner Militärkarriere in der Preußischen Armee war Werder u. a. vom 19. Oktober 1905 bis 19. Juni 1909 Kommandeur der 25. Kavallerie-Brigade (Großherzoglich Hessische) in Darmstadt. Am 22. März 1910 wurde er Kommandeur der 8. Division in Halle (Saale) und erhielt in dieser Eigenschaft das Großkreuz des Hausordens Albrechts des Bären sowie den Stern zum Roten Adlerorden II. Klasse mit Eichenlaub und der Königlichen Krone. In Genehmigung seines Abschiedgesuches wurde Werder am 9. November 1912 mit der gesetzlichen Pension zur Disposition gestellt und nach seiner Verabschiedung am 5. Dezember 1912 mit dem Kronen-Orden I. Klasse ausgezeichnet.
Zu Beginn des Ersten Weltkriegs wurde Werder gemäß seiner Mobilmachungsbestimmung als z.D.-Offizier wiederverwendet und übernahm Anfang August 1914 die Führung der neu aufgestellten 4. Ersatz-Division. In dieser Stellung erhielt er am 27. Januar 1915 den Charakter als General der Kavallerie. Von Ende November 1917 bis zum 8. August 1918 war er Kommandeur der 10. Landwehr-Division. Ab 18. August 1918 war er Kommandierender General des Stellvertretenden Generalkommandos des IV. Armee-Korps.
Werder hatte sich am 25. März 1898 mit Margarethe von Kamecke (1866–1919), verwitwete Gräfin von Werder; Hans von Werder (1850–1896), ein Sohn von August von Werder; verheiratet. Sie war eine Tochter des preußischen Kriegsministers Georg von Kameke. Aus der Ehe gingen die beiden Söhne Hans (* 1899) und Fritz (* 1901) sowie die Tochter Agnes (* 1906) hervor.